# Широка планина
Широка планина (на сръбски: Широка Планина или Široka Planina) е село в община Търговище, Пчински окръг, Сърбия.

## История
В края на XIX век Широка планина е село в Прешевска кааза на Османската империя. Според статистиката на Васил Кънчов („Македония. Етнография и статистика“) от 1900 година Широка Планина е населявано от 450 жители българи християни. Според патриаршеския митрополит Фирмилиан в 1902 година в Широка планина има 50 сръбски патриаршистки къщи. По данни на секретаря на Българската екзархия Димитър Мишев („La Macédoine et sa Population Chrétienne“) в 1905 година в Широка паланка (Chiroka Palanka) има 400 българи патриаршисти гъркомани.
В 2002 година в селото има 118 сърби и 1 македонец.

## Население
- 1948- 540
- 1953- 505
- 1961- 499
- 1971- 385
- 1981- 253
- 1991- 165
- 2002- 119